# 全国高等学校ロボット競技大会
全国高等学校ロボット競技大会とは文部科学省、公益財団法人産業教育振興中央会、全国産業教育振興会連絡協議会、財団法人自治総合センターなどが主催する高校生を対象にしたロボット競技大会。全国産業教育フェアの一環として行われ、主に工業高等学校からの参加が多い。
高専ロボコンと勘違いされることがよくあり、「ロボット競技の甲子園」とも言えるのにもかかわらず、認知度が低い。

## 大会出場まで
毎年9月頃に開催される県大会で1～3位に入賞すると出場権が得られるが、なかには学校内での校内大会で優勝し、出場権が得られるケースがある。

## 歴史
会場は毎年異なり、また競技内容も会場となる県と関わりのあるものにちなんだ競技になっている。
- 1993年

第1回全国高等学校ロボット競技大会（富山県富山市）
「立山・蜃気楼ロボット競技大会」
優勝：富山県立高岡工芸高等学校（チーム名：南竹室商店）
- 1994年

第2回全国高等学校ロボット競技大会（京都府）
「サッカーロボット大会」
優勝：神奈川県立横須賀工業高等学校（チーム名：機械研究部A）
- 1995年

第3回全国高等学校ロボット競技大会（和歌山県和歌山市）
「オレンジ和歌山ロボットコンクール」
優勝：京都府立工業高等学校（チーム名：レッドみかん）
- 1996年

第4回全国高等学校ロボット競技大会（山形県）
「ロボット雪合戦」
優勝：岩手県立千厩東高等学校（チーム名：千厩東'96）
- 1997年

第5回全国高等学校ロボット競技大会（群馬県）
「シャトル合戦」
優勝：宮城県黒川高等学校（チーム名：ぶらっくりばぁの仲間たち）
- 1998年

第6回全国高等学校ロボット競技大会（福岡県福岡市）
「博多山笠ロボットコンテスト」
優勝：岩手県立大船渡工業高等学校（チーム名：千変万化98）
- 1999年

第7回全国高等学校ロボット競技大会（島根県）
「ロボットどじょうすくい大会」
優勝：広島県立呉工業高等学校（チーム名：クレコウドラゴン－BAKU－）
- 2000年

第8回全国高等学校ロボット競技大会（徳島県）
「ロボット魚釣り大会2000」
優勝：山口県立宇部工業高等学校（チーム名：まこと君）
- 2001年

第9回全国高等学校ロボット競技大会（岐阜県）
「清流長良川鵜飼いロボット大会」
優勝：福井県立春江工業高等学校（チーム名：チャレンジ同好会）
- 2002年

第10回全国高等学校ロボット競技大会（岩手県）
「シュート＆ゴール」
優勝：長崎県立大村工業高等学校（チーム名：PK2（パクパク））
- 2003年

第11回全国高等学校ロボット競技大会（北海道札幌市）
「いもほりロボット大会2003」
優勝：宮崎県立宮崎工業高等学校（チーム名：ドナウロ）
- 2004年

第12回全国高等学校ロボット競技大会（広島県福山市）
「平和の架け橋　～世界へ発信しよう平和のメッセージ～」
優勝：熊本県立御船高等学校（チーム名：御船Ａ with ポチ）
- 2005年

第13回全国高等学校ロボット競技大会（宮崎県）
「技術と友情の和　～神話の国から未来の技術～」
優勝：熊本県立御船高等学校（チーム名：御船Ａ with ポチ）
- 2006年

第14回全国高等学校ロボット競技大会（埼玉県）
テーマはなし
優勝：熊本県立御船高等学校（チーム名：御船Ａ with ポチ）
- 2007年

第15回全国高等学校ロボット競技大会（沖縄県）
「守礼の邦のロボット収穫祭」
優勝：熊本県立御船高等学校（チーム名：御船Ｂ with タマ）
- 2008年

第16回全国高等学校ロボット競技大会（大阪府）
「天下統一！　大阪城秋の陣」
優勝：山口県立岩国工業高等学校（チーム名：GANKO白蛇）
- 2009年

第17回全国高等学校ロボット競技大会（神奈川県）
「足柄山の金太郎ロボット大会2009神奈川」
優勝：熊本県立御船高等学校（チーム名：御船Ａ with ポチ）
- 2010年

第18回全国高等学校ロボット競技大会（茨城県）
「ハッスル黄門 漫・遊・機 ロボット大会２０１０茨城」
優勝：熊本県立御船高等学校（チーム名：御船Ｃ with シロ）
- 2011年

第19回全国高等学校ロボット競技大会（鹿児島県）
「鹿児島から世界へ，宇宙へ，未来へ」
優勝：熊本県立御船高等学校（チーム名：御船Ａ with ポチ）
- 2012年

第20回全国高等学校ロボット競技大会（岡山県）
｢桃太郎が日本を元気に!　ロボット大会2012in岡山｣
優勝：熊本県立球磨工業高等学校（チーム名：柴姫）
- 2013年

第21回全国高等学校ロボット競技大会（愛知県）
｢輝け！愛知の名城 金シャッチィ～競技｣
優勝：熊本県立御船高等学校（チーム名：御船Ａ with ポチ）
- 2014年

第22回全国高等学校ロボット競技大会（宮城県）
｢～頑張ろう東北！震災へ！ 築け！未来の新技術～｣
優勝：熊本県立御船高等学校（チーム名：御船Ａ with ポチ）
- 2015年

第23回全国高等学校ロボット競技大会（三重県）
｢自分を磨き 輝く未来へ 集まれ若き技術者たち｣
優勝： 大牟田学園大牟田高等学校 （チーム名： 大蛇・弐）
- 2016年

第24回全国高等学校ロボット競技大会（石川県）
｢心と技の彩りを 百万石の集いから｣
優勝：大牟田学園大牟田高等学校（チーム名： 大蛇・弐）
- 2017年

第25回全国高等学校ロボット競技大会（秋田県）
｢産業交響曲 ～響け！秋田の大地から～｣
優勝：新潟県立新潟工業高等学校（チーム名： 越乃毘沙門天）
- 2018年

第26回全国高等学校ロボット競技大会（山口県）
｢繋げよう 未来へのかけ橋！ 維新の地 山口から｣
優勝：富山県立砺波工業高等学校（チーム名： Mineral）
- 2019年

第27回全国高等学校ロボット競技大会（新潟県）
｢集え・競え、次代を担う若き技術者たち！｣
優勝：福岡県立八女工業高等学校（チーム名： Schönheit）
- 2020年

第28回全国高等学校ロボット競技大会（大分県）
新型コロナウイルス感染拡大のため中止
- 2021年

第29回全国高等学校ロボット競技大会（埼玉県/オンライン）
テーマはなし
優勝：大分県立鶴崎工業高等学校（チーム名：姫九六位41 ）
- 2022年

第30回全国高等学校ロボット競技大会（青森県）
テーマはなし
優勝：不二越工業高等学校（チーム名：TREU ）
- 2023年

第31回全国高等学校ロボット競技大会（福井県）
｢輝け！！若き技術者よ！～恐竜王国で織り成す技術の勝負～｣
優勝：大分県立佐伯豊南高等学校（チーム名：豊南INDUSTRY-Ⅱ）
- 2024年

第32回全国高等学校ロボット競技大会（栃木県）
｢未来をつくれ　次を生きる　技術者よ｣
優勝：長野県駒ケ根工業高等学校（チーム名：駒工B）